# Alfred Mehmel
Alfred Mehmel (* 22. September 1896 in Köln; † 15. November 1972 in Darmstadt) war ein deutscher Bauingenieur und Hochschullehrer.

## Leben
Alfred Mehmel wurde als Sohn des Rechnungsrates Heinrich Mehmel 1896 in Köln geboren. Im Ersten Weltkrieg nahm er aktiv als Soldat teil. Nach der Rückkehr aus dem Krieg studierte er von 1918 bis 1921 Bauingenieurwesen an der TH Darmstadt. Seit 1918 gehörte er der Darmstädter Burschenschaft Germania an. Am 22. Dezember 1921 schloss er sein Studium erfolgreich ab. Anschließend ging er einer Tätigkeit bei der Rheinischen Hoch- und Tiefbau AG nach. Von 1923 bis 1926 war er Assistent an der TH Karlsruhe. Im Februar 1926 promovierte er zum Doktor der Ingenieurwissenschaften. Der Titel der 1926 veröffentlichten Dissertation lautete: „Untersuchungen über den Einfluß häufig wiederholter Druckbeanspruchungen auf Druckelastizität und Druckfestigkeit von Beton“. Von 1926 bis 1931 folgten Tätigkeiten in der Industrie bei der Friedrich Mehmel AG in Hannover sowie dem Siedlungsverband Ruhrkohlenbezirk. Von 1931 bis 1933 war er freiberuflicher Ingenieur. 1933 bis 1934 war er in der Bauabteilung der Deutschen Verkehrsfliegerschule tätig.
Im Mai 1934 habilitierte sich Alfred Mehmel an der TH Karlsruhe. Seither war er auch Privatdozent an der TH Karlsruhe.
Im August 1933 war Mehmel als Bauleiter in das Reichsluftfahrtministerium eingetreten. Am 1. April 1934 wurde er zum Referent für konstruktiven Ingenieurbau beim Reichsluftfahrtministerium ernannt. Er hatte die Verantwortung für Entwicklung, Berechnung und Bauüberwachung aller vom RLM zu erstellenden Flugzeughallen. Im Herbst 1934 war er bereits für ca. 60 Baustellen zuständig. Mehmel machte im RLM rasch Karriere: Am 1. Juni 1935 wurde er zum Regierungsbaurat befördert und am 21. April 1936 war er bereits Oberregierungsbaurat. Zwischenzeitlich hatte sich Mehmel an die TH Berlin umhabilitieren lassen und war dort Privatdozent. Im April 1939 folgte er einer Berufung auf eine Professur für Eisenbeton- und Massivbau an der TH Darmstadt. Er war Nachfolger von Emil Kammer. Von 1939 bis zu seinem Ausscheiden 1966 war er Direktor des Instituts für Eisenbeton- und Massivbau an der TH Darmstadt. Die im Institut für Massivbau betriebene Forschung und Lehre war darauf angelegt, Bauverfahren und Bautechnik weiterzuentwickeln und die Arbeit des Ingenieurs rationeller zu gestalten. Sein besonderes Interesse galt dem Brückenbau und der Schalenbauweise, der er in den 1930er Jahren maßgebend zum Durchbruch verholfen hatte.
Mehmel war 1944 bis 1945, 1947 bis 1948 sowie 1958 bis 1959 Dekan der Fakultät für Bauingenieurwesen. Von 1949 bis 1951 übte er das Amt des Rektors der TH Darmstadt aus. Sein Augenmerk galt insbesondere dem Wiederaufbau bzw. der Erweiterung der stark zerstörten Technischen Hochschule. Als Rektor hat sich Mehmel mit Erfolg dafür eingesetzt, dass der Wiederaufbau der TH Darmstadt auf dem Gelände der bisherigen Altstadt östlich des Schlosses erfolgte. Das erforderliche Enteignungsverfahren wurde in Absprache mit dem Land Hessen und der Hochschulleitung durch die Stadt Darmstadt im Mai 1951 eingeleitet.
Alfred Mehmel beantragte Dezember 1931 die Aufnahme in die NSDAP, der Aufnahmeantrag wurde abgelehnt. Sein Eintritt in die SA erfolgte dann im November 1933, 1935 schied er wieder aus. Nach dem Zweiten Weltkrieg wurde Mehmel am 1. Juli 1946 von der amerikanischen Militärbehörde aus dem Staatsdienst entlassen. Es hatte sich herausgestellt, dass er – wie einige andere Professoren – beim Ausfüllen der amtlichen Fragebögen falsche Angaben gemacht hatte. Mehmel war in den Spruchkammerverfahren 1946 sogar zeitweise als Hauptschuldiger angeklagt worden. Durch Einflussnahme insbesondere der Hochschulleitung gelang es, dass er in einem zweiten Verfahren, als „nicht betroffen“ eingestuft wurde.
1947 wurde Alfred Mehmel wieder als ordentlicher Professor für Massivbau an der TH Darmstadt berufen. Die Berufung erfolgte zunächst auf Widerruf und 1951 auf Lebenszeit. Zum 30. September 1964 wurde Mehmel emeritiert. Bis zur Berufung seines Nachfolgers wurde er bis zum 14. November 1966 mit der Wahrnehmung der Dienstgeschäfte der ordentlichen Professur Massivbau beauftragt. 1950 gründete er ein Ingenieurbüro, das seit 1973 unter Krebs und Kiefer firmiert. Seit März 1930 war Mehmel mit Gertrud Brinkmann verheiratet.

## Ehrungen
- 1965: Silberne Verdienstplakette der Stadt Darmstadt
- 1967: Großes Verdienstkreuz der Bundesrepublik Deutschland

## Bauwerke
- 1934: Adolf-Hitler-Brücke bei Koblenz.
- 1954–1955: Wasserbauhalle (TU Darmstadt).
- 1959–1961: Kittiger Hangbrücke.
- 1959–1961: Lufthansa Wartungshalle 3 auf dem Flughafen Hamburg (zusammen mit Rudolf Jäger, Georg Petry, Hannsgeorg Beckert, Otto Apel).
- 1962–1964: Hochstraße Lenneberg bei Mainz.

## Veröffentlichungen
- Untersuchungen über den Einfluß häufig wiederholter Druckbeanspruchungen auf Druckelastizität und Druckfestigkeit von Beton Springer, Berlin 1926, DNB 570896118 (Dissertation Technische Hochschule Karlsruhe 1926, 74 Seiten).
- Die Adolf-Hitler-Brücke über die Mosel bei Koblenz. In: Der Bauingenieur. 15. Jahrgang, 1934, S. 384–389.
- Vorgespannter Beton. Grundlagen der Theorie, Berechnung und Konstruktion. Berlin 1957; 3., neubearbeitete und erweiterte Auflage, Springer, Berlin / Heidelberg / New York, NY 1973, ISBN 3-540-05847-8 (Berlin) / ISBN 0-387-05847-8 (New York).
- mit Edgar Kern: Elastische und plastische Stauchungen von Beton infolge Druckschwell- und Standbelastung: Bericht (= Deutscher Ausschuss für Stahlbeton, Heft 153). Ernst, Berlin 1962 DNB 453284078.